# Vitolo Kulihaapai
Vitolo Kulihaapai est un roi coutumier au titre de (lavelua) d'Uvea qui règne de 1918 à 1924. Il est précédé par Sosefo Mautāmakia II et Tomasi Kulimoetoke Ier lui succède.

## Biographie

### Règne
Après la destitution de son prédécesseur par ses ministres coutumiers en 1918, il est lui-même destitué par les chefs coutumiers le 2 novembre 1924.